# Pedro Amado
Pedro Amado (Lisboa, 19 de Maio de 1964) é um piloto de motos todo-terreno, que participou no Paris-Cabo, em 1992, sendo o primeiro português que concluiu um ”Dakar” em moto.
Um ano depois de António Lopes ter sido pioneiro da série de motociclistas portugueses que participaram no Rali Dakar, motivado por este feito, Pedro Amado a tentou a sua sorte numa Yamaha XTZ 660 com assistência garantida pela Yamaha France.
Em 1992 o rali era o Paris-Cabo, com um enorme percurso que, pela primeira vez, o ”Dakar” não passava pela cidade de Dakar, cruzando África desde a Líbia até ao extremo Sul do continente, na Cidade do Cabo.
Pedro Amado era inexperiente em provas desta envergadura, facto que compensou com as suas excelentes capacides de piloto e um verdadeiro espírito de "desenrasque" à portuguesa, tendo feito a maioria do percurso na companhia do experiente piloto brasileiro Klever Kolberg e aproveitando-se dos conhecimentos adquiridos por este nos seus anteriores “Dakares”.
Ao fim de uma prova cheia de peripécias, apesar de ter sofrido uma penalização de 30 horas pelo facto de (ele e mais vinte motociclistas) se terem recusado a terminar uma etapa de noite, no Chade em pleno conflito militar , e de ter partido duas costelas, Pedro Amado chegou até ao fim num meritório 28º lugar, e 9º na classe Maratona, tornando-se assim no primeiro português a terminar um “Dakar” de moto.
Voltou a participar no rali, em 1995, no Granada-Dakar, mas viu-se obrigado a desistir ao 5º dia, depois de um grave acidente onde deslocou algumas vértebras cervicais.